# Шагинян, Георгий Петрович
Гео́ргий Петро́вич Шагинян (2 сентября 1935 — 1994) — советский футболист, полузащитник.
Выступал за команды «Химик» Днепродзержинск (1957—1959, класс «Б») и «Спартак»/«Арарат» Ереван (1960—1963, класс «А»). В чемпионате СССР провёл 74 матча, забил семь голов.
Полуфиналист Кубка СССР 1962 года.